# Luis Zagler

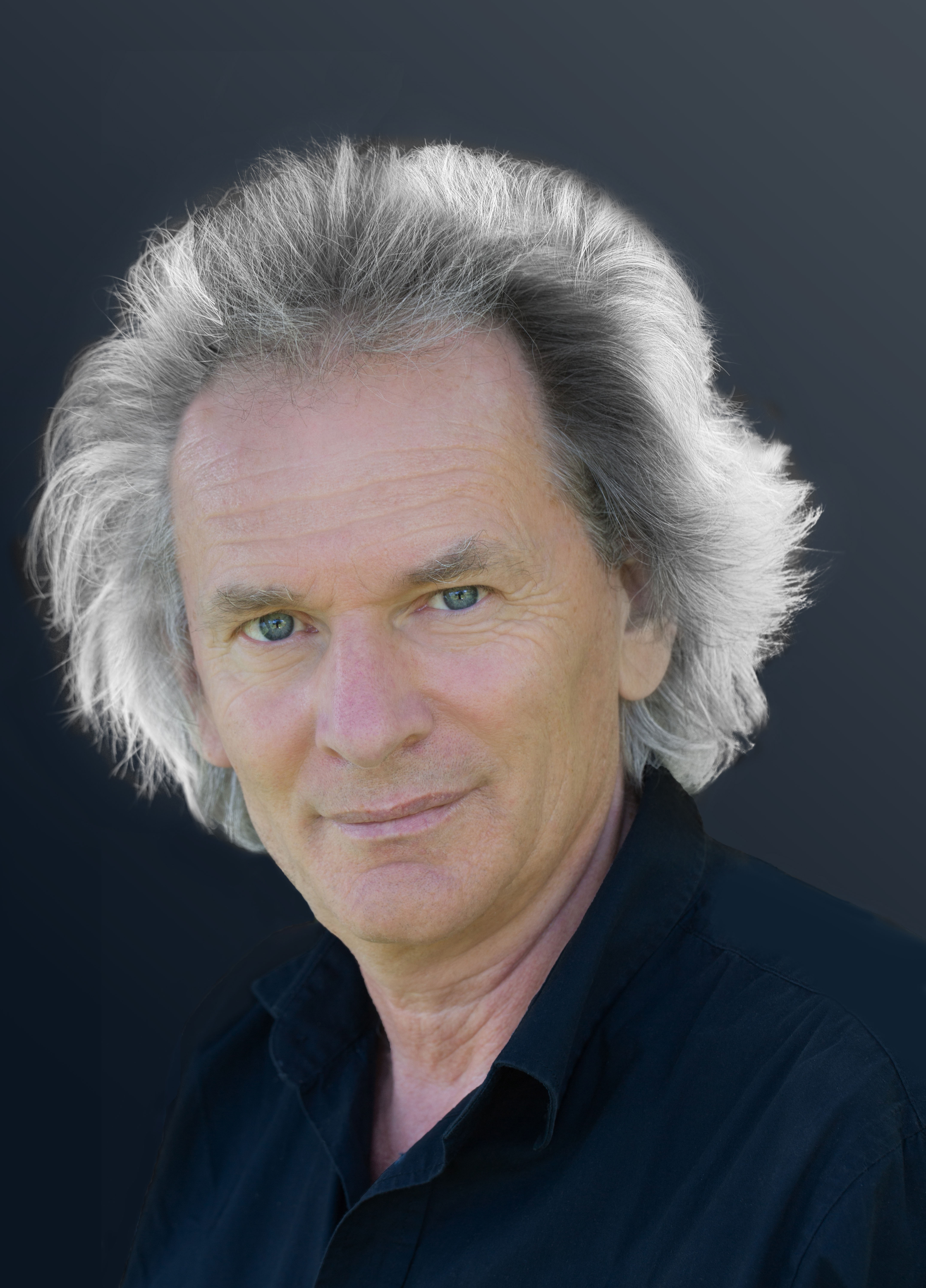
Luis Zagler (2014)

Luis Zagler (* 5. Februar 1954 in Tirol) ist ein deutschsprachiger Dramatiker und Autor von Erzählungen, Gedichten und Kindermusicals. Er ist Gründer der Schlossfestspiele Dorf Tirol und der Meraner Festspiele.

## Leben und Werk
Luis Zagler wurde als ältester Sohn einer Kaufmannsfamilie geboren, wuchs mit vier Geschwistern in bürgerlichen Verhältnissen auf und erhielt eine universitäre Ausbildung. Seine literarische wie musikalische Begabung zeigte sich früh. Bereits im Alter von 17 Jahren entstand sein erstes Theaterstück. Dieser erste Teil der Bergbauerntrilogie wurde im Rahmen der „Südtiroler Initiative“ im Bozner Waltherhaus uraufgeführt, in der Inszenierung von Peter Mitterrutzner von der RAI aufgezeichnet, als Hörspiel produziert und vom Bayerischen Fernsehen verfilmt. Im Buch Wegweiser zur Literatur Tirols seit 1945 schrieb Paul Wimmer zu diesem Erstlingswerk: „Einen solchen Aufschrei der Kreatur hat man seit Gerhart Hauptmanns Stück Die Weber nicht mehr gehört.“
Im Anschluss an diese ersten Erfolge begann Luis Zagler ein Studium der Vergleichenden Literaturwissenschaft an der Leopold-Franzens-Universität in Innsbruck bei Zoran Konstantinovic und parallel dazu ein Kompositionsstudium bei Robert Nessler am Tiroler Landeskonservatorium und war als Regieassistent am Tiroler Landestheater tätig. Anschließend besuchte er einen Bühnenbildkurs bei Günther Schneider-Siemssen in Salzburg und knüpfte Kontakte zu den dortigen Theatern. Wichtig für seine weitere Arbeit sind auch die Begegnungen mit den Regisseuren Klaus Rohrmoser, Claus Homschak, Franz Kainrath, Rudolf Strobl und Andreas Lippl. Es folgen Aufenthalte in München, Wien und Salzburg.
Nach dem Abschluss des Studiums der Vergleichenden Literaturwissenschaft mit Auszeichnung 1985 – mit einer Dissertation zum Thema Shakespeare am Theater in Innsbruck – begegnete er 1986 Felix Mitterer und Hans Brenner. Die Freundschaften führten dazu, dass 1988 sein Theaterstück Brot bei den Tiroler Volksschauspielen uraufgeführt wurde. Das Stück wurde ein Erfolg bei Publikum und Presse. „Als sei Samuel Beckett im Volkstheater angekommen“, so schrieb die Süddeutsche Zeitung. Im Kurier war zu lesen: „Ein rasendes, leidvolles Manifest über die Isolation in der Armut, der Einsamkeit, die Menschen verändert, und ein gesamtkünstlerisches Ereignis von gesellschaftspolitischer Brisanz und seltener Schönheit als Beispiel modernen Volkstheaters.“ Im selben Jahr erhielt Zagler das österreichische Staatsstipendium für Dramatiker. Gleichzeitig wurde der zweite Teil der Bergbauerntrilogie uraufgeführt.
Bei den von Ekkehard Schönwiese ins Leben gerufenen Innsbrucker Sommerspielen in Kooperation mit dem Brixenthaler Volkstheater wurde 1989 das Drama Entweder – Oder im Theater im Turm aufgeführt. In den Kitzbüheler Nachrichten schrieb Winfried Werner Linde dazu: „Den Schauspielerinnen und Schauspielern (…) gelang eine dichte, dramatische Aufführung, die nicht nur sehenswert ist, sondern weit über das normale Volkstheater in die Zukunft weist.“ 1990 wurde die Inszenierung von Brot am Kleinen Theater in Salzburg vom Österreichischen Bundesministerium als eine der wertvollsten Aufführungen des Jahres ausgezeichnet.
Anlässlich der 10-Jahr-Feier der Tiroler Volksschauspiele erfolgte 1991 die Uraufführung von Vogelfrei mit Hans Brenner und Julia Gschnitzer in den Hauptrollen. Das historische Stück handelt vom Volk der Karrner, das bis Anfang des 20. Jahrhunderts mit seinen Wagen durch die Lande zog. Im Theatermagazin des ORF ist vom „saftigen Volksstück“ und „Publikumshit“ die Rede. Im selben Jahr erhielt Luis Zagler zum zweiten Mal das österreichische Staatsstipendium für Dramatiker.
In den folgenden Jahren entstanden eine Reihe von Instrumentalkompositionen für Flöte und Orchester, einige Kindermusicals und mehrere Chorlieder sowie Erzählungen und Gedichte.
2017 kam es zur Uraufführung des Theaterstückes Die Verfolgten. Das Stück basiert auf einer wahren Geschichte aus dem Vinschgau des 19. Jahrhunderts, die Zagler von einer 80-jährigen Frau als Aufzeichnungen ihres Großvaters anvertraut wurde. Das Versprechen, das die Frau ihrem Großvater dazu geben musste, mündete 2016 in die Gründung der Schlossfestspiele Dorf Tirol, die auf Initiative von Luis Zagler zurückgeht. Die Uraufführung des Dramas auf der Vorburg von Schoss Tirol wird zu einem Erfolg.
2018 gründete Zagler die Meraner Festspiele, die im selben Jahr mit der Erstaufführung seines Theaterstücks Die Erbinnen Premiere feierten. 2019 erfolgte im Rahmen der Meraner Festspiele aus Anlass des Gedenkjahres „100 Jahre Pariser Friedensverträge“, „100 Jahre Teilung Tirols“ die Uraufführung des Schauspiels Die Präsidenten. Die Aufführungen auf dem neuen Festspielareal oberhalb der Gärten von Schloss Trauttmansdorff entwickelten sich zum Publikumsmagneten. 2021 fand im Rahmen der Meraner Festspiele die Uraufführung des Theaterstücks Die Großen von gestern statt. Das Drama ist eine Auseinandersetzung mit der Zeit der Coronapandemie, die den Dramatiker auch zu einem Rückblick auf die Geschichte seines Landes veranlasste. 2022 kommt es zur Uraufführung des historischen Schauspiels Die Wölfe. Der geschichtliche Stoff diente dem Dramatiker zu einer radikalen Abrechnung mit heutigen politischen Systemen im Umgang mit Großraubwild wie Wölfe oder Bären im Alpenraum. 

## Dramen
- 1988: Brot, Uraufführung Tiroler Volksschauspiele
- 1989: Entweder – Oder, Uraufführung Innsbrucker Sommerspiele
- 1991: Vogelfrei, Uraufführung Tiroler Volksschauspiele
- 1997: Die Karrner, Schloss Goldrain
- 2000: Die Lügner, Uraufführung noch ausstehend
- 2017: Die Verfolgten, Uraufführung Schlossfestspiele Dorf Tirol
- 2018: Die Erbinnen, Erstaufführung Meraner Festspiele
- 2019: Die Präsidenten, Uraufführung Meraner Festspiele
- 2020: Die Widerspenstigen – Neuschöpfung des Stückes "Der Widerspenstigen Zähmung" von William Shakespeare, Uraufführung 2023 Meraner Festspiele
- 2021: Die Großen von gestern, Uraufführung Meraner Festspiele
- 2022: Die Wölfe, Uraufführung Meraner Festspiele

## Fernsehaufzeichnungen, Filme, Hörspiele
- 1976: 1. Teil der Bergbauerntrilogie, Fernsehaufzeichnung RAI
- 1978: 1. Teil der Bergbauerntrilogie, Fernsehfilm des Bayerischen Fernsehens
- 1979: 1. Teil der Bergbauerntrilogie, Hörspielproduktion der RAI
- 1986: Brot, Hörspielproduktion des ORF
- 1991: Vogelfrei, Fernsehaufzeichnung des ORF in Koproduktion mit der RAI
- 2001: Ein Tag kann oft lang sein, Fernsehfilm der RAI, Filmstudio Luis Walter[20]
- 2005: Der Bettler Ohneglück, Fernsehfilm der RAI
- 2017: Die Verfolgten, Fernsehaufzeichnung der RAI
- 2019: Die Präsidenten, Fernsehaufzeichnung der RAI
- 2022: Die Wölfe, Fernsehaufzeichnung der RAI

## Bücher
- 1989: Brot. Ein Theaterstück und neun Erzählungen. Mit einem Nachwort von Walter Methlagl. Innsbruck, Haymon.
- 1993: Die Grenzgänger. Ein Theaterstück. Bozen, Edition Raetia.
- 1995: Die Korrner. Grenzgänger zwischen Freiheit und Elend. Mit Beiträgen von Paul Rösch, Reinhard Johler, Luis Stefan Stecher, Josef Feichtinger, Hans Magnus Enzensberger. Bozen, Edition Raetia.
- 2003: Waldleben. Bilderbuch nach der gleichnamigen Lieder-Hör-Spiel-Geschichte. Meran, Südartverlag.
- 2015: Stories de vita. Erzählungen deutsch/ladinisch. Übersetzung ins Ladinische von Genny Ploner. Istitut Ladin Micurà de Rü.[21]
- 2017: Die Verfolgten. Edition Landesmuseum für Kultur- und Landesgeschichte Schloss Tirol / Südartverlag.
- 2019: Die Präsidenten, Schauspiel in drei Bildern. Süd-Art-Verlag.
- 2021: Die Großen von gestern, Schauspiel in fünf Akten. Universitätsverlag Michael Wagner, Innsbruck-Wien.

## Musik
- 1987: Der Bettler Ohneglück – Kindermusical, Uraufführung
- 1996: Alle Kinder können singen. CD, Notenheft. Meran, Rekonverlag
- 1999: Spiegelspiel – Kindermusical, Uraufführung
- 2003: Hits für Kids & Teens – Chorlieder, mit Klavierbegleitung. Wien, Doblinger Musikverlag
- 2003: Alle Kinder können singen – Kinderchorlieder mit Klavierbegleitung. Wien, Doblinger Musikverlag
- 2003: Waldleben – Kindermusical. CD, Liederheft, Partitur für kleines Orchester. Südartverlag
- 2005: Der Bettler Ohneglück – Kindermusical. CD, Liederheft, Partitur für kleines Orchester. Südartverlag
- 2014: Best of Flötenmusik, Instrumental. CD von Michaela und Elisa. Südartverlag / Kawohl[22]

## Beiträge (Auswahl)
- Der Entlastungsprolog. In: Inn. Zeitschrift für Literatur. Innsbruck Jg./Nr. 11, 1987, S. 8–10.
- Der Unfall. In: Valentin von Braitenberg (Hrsg.): Das Unterdach des Abendlandes. Ein Lesebuch. Schlanders 1988 (Arunda 23), S. 189–196.
- Der Unfall. In: Wort im Gebirge. Jg./Nr. 18, 1989, S. 102–108 (mit Kurzbiographie, S. 118–119).
- Kafka. In: Ingeborg Teuffenbach (Hrsg.): Schnittpunkt Innsbruck. 15 Jahre Innsbrucker Wochenendgespräche. Eine Anthologie. Hand-Presse, Innsbruck 1990, S. 45.
- Der Professor. In: Kurt Gamper (Hrsg.): Erlesene Zeit. Eine Auswahl der Tiroler Literatur. Tyrolia, Innsbruck / Wien 1990, S. 235–239.
- Das Gesetz. In: Alfred Gruber (Hrsg.): Nachrichten aus Südtirol. Deutschsprachige Literatur in Italien (= Alexander Ritter [Hrsg.]: Ausländische Literatur der Gegenwart. 4). Hildesheim / Zürich / New York 1990, S. 271–275.
- Kafka. In: Rudolf Dressler (Hrsg.): Tiroler Gegenwart. Neue Tiroler unveröffentlichte Texte; Anthologie, Lyrik, Prosa (= Zeitgeschichte einmal anders. 6). Eigenverlag, Oberlangkampfen 1990, S. 28–29.
- Erlebenswert. Bericht. Aufgrund einer Begegnung und ihrer Folgen. In: StudentInnenkollektiv der Vergleichenden Literaturwissenschaft Innsbruck (Hrsg.): Schriftsteller und ihre Interpreten. Texte österreichischer AutorInnen über die Literaturwissenschaft.  Studienverlag, Innsbruck 1993, S. 90–97.

## Anerkennungen und Preise
- 1987: Arbeitsstipendium des Dramatischen Zentrums Wien
- 1987: Ein Fall für sich, 3. Preis Südtiroler Künstlerbund
- 1988: Dramatikerstipendium des Österreichischen Bundesministeriums
- 1989: Projektstipendium der Südtiroler Landesregierung
- 1989: Sonderförderung der Literar-Mechana, Wien
- 1990: Prämierung der Salzburger Brot-Inszenierung durch das Österreichische Bundesministerium
- 1991: Dramatikerstipendium des Österreichischen Bundesministeriums
- 1992: Arbeitsstipendium der Südtiroler Landesregierung
- 1995: Arbeitsstipendium der Südtiroler Sparkasse
- 2000: Projektstipendium der Südtiroler Landesregierung
- 2005: Projektstipendium der Südtiroler Landesregierung